# V.S.O.P. (quintette)
V.S.O.P. est un quintette de jazz américain composé de Herbie Hancock (piano, claviers, synthétiseurs et chant), Wayne Shorter (saxophone ténor et saxophone soprano), Ron Carter (basse), Tony Williams (batterie) et Freddie Hubbard (trompette et bugle). En dehors d'Hubbard, tous ont été membres du Miles Davis Quintet dans les années 1960.
Le nom du groupe est issu d'un concert-rétrospective des compositions de Hancock au festival de Jazz de Newport de 1976, où trois de ses actuels et précédents groupes se sont succédé : le quintet d'Hancock, Shorter, Carter, Williams et Hubbard; le sextet d'Hancock des années 1971-1973; et son groupe jazz-rock du moment, le tout devant constituer une « Very Special One-time-only Performance » dont le nom finalement perdurera. Accessoirement le nom V.S.O.P. est aussi un clin d'œil à une qualité de cognac, la VSOP (Very Superior Old Pale) apprécié par Hancock.
V.S.O.P. s'est essentiellement produit sur scène : il n'a enregistré qu'un seul album studio (Five Stars en 1979) et quatre albums live.
Un seconde version du quintet (V.S.O.P. II) composé d'Hancock, Carter, Williams, Wynton Marsalis et Branford Marsalis a tourné en 1983.

## Discographie

### Album studio
- 1979 : Five Stars (CBS/Sony)

### Albums live
- 1977 : V.S.O.P. (en) (Columbia)
- 1977 : The Quintet (Columbia)
- 1977 : Tempest in the Colosseum (en) (CBS/Sony)
- 1979 : Live Under the Sky (en) (CBS/Sony, Columbia)
- 2002 : Live Under the Sky no 2 (CBS/Sony, Columbia) Import japonais d'une réédition de Live Under The Sky, comportant un deuxième CD.